# Ceriagrion calamineum
Ceriagrion calamineum – gatunek ważki z rodziny łątkowatych (Coenagrionidae).